# Agoda
Agoda Company Pte., Ltd. ist eine Online-Hotelbuchungsplattform mit Hauptsitz in Singapur und ist seit 2007 Teil der US-Touristikgruppe Booking Holdings (NASDAQ: PCLN). Das Unternehmen hat Niederlassungen in mehr als 53 Städten in über 30 Ländern und beschäftigt mehr als 7100 Mitarbeiter. Neben dem Sitz in Singapur gibt es unter anderem Büros in Budapest, Bangkok, Hongkong, Kuala Lumpur, Sydney und Tokio sowie Repräsentanzen in wichtigen Städten Asiens, Afrikas, Europas, des Mittleren Ostens und in Amerika.

## Geschichte
Das Unternehmen wurde Ende der 1990er Jahre von Michael Kenny unter dem Namen PlanetHoliday.com gegründet. Das ursprüngliche Konzept war, die aufkommende Leistungsstärke der Suchmaschinen zu nutzen, um ein wahrgenommenes Informationsvakuum an Hotel- und Reiseinformationen zu füllen.
Kenny, ursprünglich aus Long Island, New York, wanderte Ende der 1990er Jahre nach Thailand aus und richtete die Webseite zusammen mit einem kleinen Geschäftsbetrieb auf der Insel Phuket ein. Im Jahr 2002 zog das Unternehmen von Phuket nach Bangkok um und fügte 2003 PrecisionReservations.com als Partner-Webseite hinzu, die dafür konzipiert war Reservierungen über Affiliate-Webseiten zu verkaufen. Später im Jahre 2005 wurden PlanetHoliday.com und PrecisionReservations.com unter dem Namen Agoda vereint, und dann 2007 von der Priceline-Gruppe, dem weltgrößten Online-Anbieter von Hotelzimmern, übernommen. Die Priceline-Gruppe ist an der NASDAQ (Nasdaq: PCLN) notiert und ist Teil des Börsenindexes S&P 500. Die Priceline-Gruppe wurde 2018 in Booking Holdings umfirmiert (NASDAQ-100: BKNG).
2016 übernahm die Priceline-Gruppe das Unternehmen Woomoo, ein Startup mit Sitz in Taipeh. Agoda und Woomoo kooperieren bei der Entwicklung mobiler Apps.
Im Jahr 2018 wurde Rob Rosenstein Chairman von Agoda und John Wroughton Brown zum neuen CEO befördert. Omri Morgenshtern wurde im Rahmen der Qlika-Akquisition zum neuen COO ernannt.
Im Juli 2019 veröffentlichte Agoda die Funktion Mix and Save, die es Kunden ermöglicht, ihre Hotelaufenthalte auf mehrere Zimmer zu splitten, um Kosten zu sparen. Im September 2019 startete Agoda eine Kooperation mit Digitas.